# Cancon
Cancon é uma comuna francesa na região administrativa da Nova Aquitânia, no departamento Lot-et-Garonne. Estende-se por uma área de 24,52 km². Em 2010 a comuna tinha 1 351 habitantes (densidade: 55,1 hab./km²).